# Lars Troels Jørgensen
Lars Troels Jørgensen (* 3. Februar 1978 in Lov in der Nähe von Næstved, Dänemark) ist ein ehemaliger dänischer Handballspieler. Er ist 1,92 m groß und wiegt 104 kg. 
Jørgensen, der zuletzt für den dänischen Verein KIF København spielte und für die dänische Nationalmannschaft (Rückennummer 6) auflief, wurde fast ausschließlich in der Abwehr eingesetzt; wenn, dann spielte er im Angriff im linken Rückraum.
Lars Jørgensen begann bei Fladså HK mit dem Handballspiel, wo bereits sein Vater aktiv gewesen war. Später wechselte er dann zum Hauptstadtclub Virum Sorgenfri, wo er auch in der ersten dänischen Liga debütierte und 1997 die dänische Meisterschaft gewann. Als sein Verein 2001 Konkurs anmelden musste, wechselte Jørgensen ins Ausland, zu BM Altea in die spanische Liga ASOBAL. Dort stand er 2004 im Finale des EHF-Pokals, unterlag aber dem deutschen THW Kiel. Mit dieser Empfehlung zog Jørgensen 2004 weiter zum SDC San Antonio. Mit den Männern aus Pamplona gewann er 2005 die spanische Meisterschaft. 2006 stand er im Finale der EHF Champions League, unterlag dort aber BM Ciudad Real. Im Jahr 2009 kehrte er nach Dänemark zurück und spielt seitdem bei AG København. Mit AG København gewann er 2011 und 2012 die Meisterschaft. Nach der Insolvenz von AGK im Juli 2012, war Jørgensen vertragslos. Daraufhin schloss er sich KIF København an, mit dem er 2014 und 2015 die dänische Meisterschaft gewann. Nach der Saison 2016/17 beendete er seine Karriere.
Lars Jørgensen hat 192 Länderspiele für Dänemark bestritten. Bei der Europameisterschaft 2008 in Norwegen wurde er Europameister; bei den Europameisterschaften 2002, 2004 und 2006 gewann er Bronze, genauso wie bei der Weltmeisterschaft 2007 in Deutschland. 
Jørgensen übernahm 2017 das Co-Traineramt der dänischen Frauennationalmannschaft.